# ويليام يفبفر
ويليام يفبفر هو لاعب هوكي الجليد كندي، ولد في 7 مايو 1981 في أموس في كندا.

## وصلات خارجية
- ويليام يفبفر على موقع دوري الهوكي الوطني (الإنجليزية)
- ويليام يفبفر على موقع قاعة مشاهير الهوكي (لاعب أن.إتش.أل) (الإنجليزية)
- ويليام يفبفر على موقع الدوري الأمريكي لهوكي الجليد (الإنجليزية)
- ويليام يفبفر على موقع EliteProspects.com (الإنجليزية)
- ويليام يفبفر على موقع HockeyDB.com (الإنجليزية)
- ويليام يفبفر على موقع Hockey-Reference.com (الإنجليزية)